# Tamala, Mexiko
Tamala är en ort i Mexiko.   Den ligger i kommunen Matlapa och delstaten San Luis Potosí, i den sydöstra delen av landet, 210 km norr om huvudstaden Mexico City. Tamala ligger 635 meter över havet och antalet invånare är 472.
Terrängen runt Tamala är huvudsakligen kuperad, men söderut är den bergig. Runt Tamala är det tätbefolkat, med 476 invånare per kvadratkilometer. Närmaste större samhälle är Tamazunchale, 9,2 km sydost om Tamala. I omgivningarna runt Tamala växer i huvudsak städsegrön lövskog.